# Slag tussen Boudicca en Paulinus

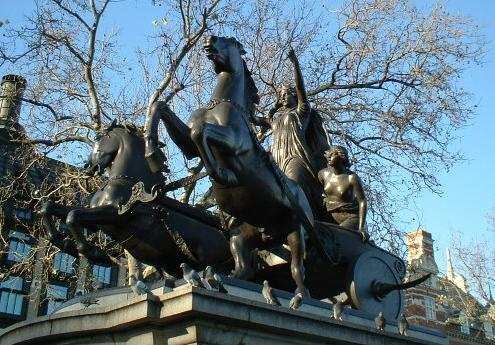
Standbeeld van Boudicca met haar dochters in een strijdwagen terwijl de koningin haar troepen toespreekt voor de veldslag

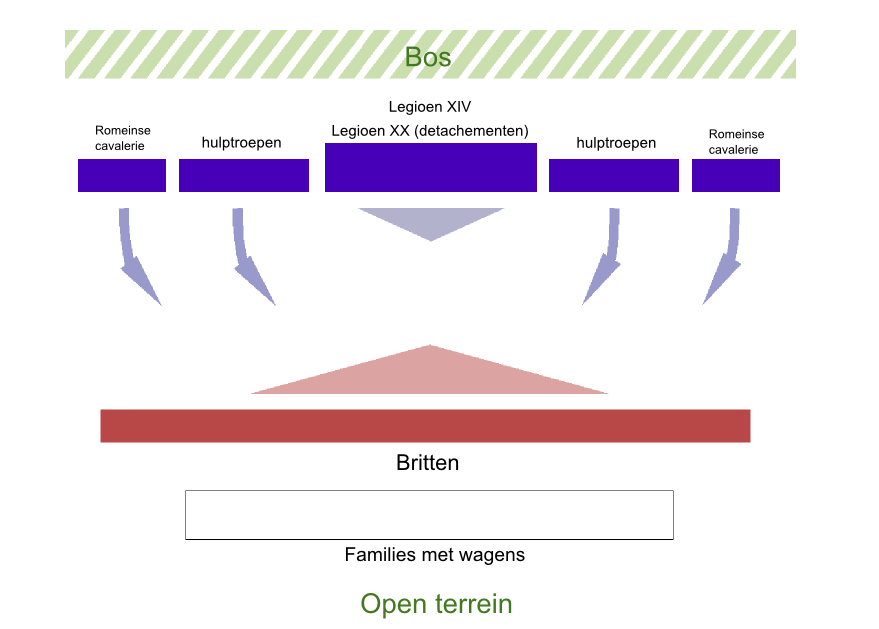
Diagram van de veldslag

De Slag tussen Boudicca en Paulinus, ook bekend als de Slag bij Watling Street of de Slag bij Paulerspury, was een veldslag in Britannia rond 61 n.Chr. tussen de Britten onder leiding van Boudicca en de Romeinen onder leiding van Gaius Suetonius Paulinus. Hoewel de Romeinen zwaar in de minderheid waren, draaide de veldslag uit op een overwinning voor het Romeinse Rijk, voornamelijk vanwege de geografische kenmerken van het slagveld en hun robuuste militaire discipline en tactieken tijdens het gevecht.

## Proloog
Toen de echtgenoot (tevens leider van de Iceni-stam) van Boudicca, Prasutagus, stierf, namen de Romeinen het gebied van de Iceni-stam in en lieten Boudicca afranselen en verkrachtten haar dochters. Dit maakte Boudicca erg kwaad en daarom begon ze mensen te zoeken die hetzelfde over de Romeinen dachten als zij deed. Met dit leger kwam ze in 61 n.Chr. in opstand tegen de Romeinen.
Boudicca had al diverse steden veroverd en geplunderd, zoals Camulodunum (Colchester), Londinium (Londen) en Verulamium (St. Albans). De Romeinen vreesden Boudicca en sloegen op de vlucht zodra er ook maar een gerucht ging dat Boudicca en haar strijders in de buurt waren. De Romeinen waren echter niet van plan de nieuwe machtsverhoudingen te accepteren. Ze stuurden Gaius Suetonius Paulinus om de situatie te herstellen. Toen Boudicca hier van te horen kreeg, bezocht ze 'alle' Britse stammen om meer krijgers te verzamelen voor de grote veldslag tegen Paulinus.

## De veldslag
Volgens Publius Cornelius Tacitus stonden er 10.000 Romeinen tegenover meer dan 80.000 Britten. De Britten waren door hun enorme getallen er sterk van overtuigd dat ze de slag zouden winnen en brachten zelfs hun familie mee om naar de strijd te kijken. De Britten stormden echter zonder enige tactiek of strategie op de Romeinen af, maar die laatsten waren uiterst gedisciplineerd en hadden strategisch gunstige posities aangenomen (zware infanterie voor de boogschutters en cavalerie aan de flanken). De vastberadenheid van de Britten woog niet zwaar genoeg op tegen de discipline en tactiek van de Romeinen en de veldslag resulteerde in een verpletterende nederlaag voor de Britten. Volgens Tacitus sneuvelden er maar 400 Romeinen.

## Na de slag
Na bijna al haar krijgers verloren te hebben sloeg Boudicca op de vlucht. Ze was bang om weer gevangen en gemarteld te worden. Nu zijn er twee verklaringen over de wijze hoe Boudicca stierf, namelijk: 
- Volgens Tacitus nam ze een dodelijk vergif in.
- Volgens Tacitus' collega Cassius Dio stierf ze aan een ziekte.

Oorlogen van de Romeinse Republiek
· Romeins-Etruskische Oorlogen
· Romeins-Aequische Oorlogen
· Latijnse Oorlog
· Romeins-Hernicische Oorlogen
· Romeins-Volscische Oorlogen
· Samnitische oorlogen (Eerste, Tweede, Derde)
· Pyrrhische Oorlog
· Punische oorlogen (Eerste, Tweede, Derde)
· Illyrische Oorlogen (Eerste, Tweede, Derde)
· Macedonische Oorlogen (Eerste, Tweede, Derde, Vierde)
· Romeins-Seleucidische Oorlog
· Aetolische Oorlog
· Galatische Oorlog
· Romeinse Verovering van Hispania (Eerste Celtiberische Oorlog, Lusitanische Oorlog, Numantische Oorlog, Sertorische Oorlog, Cantabrische Oorlogen)
· Achaeïsche Oorlog
· Oorlog tegen Jugurtha
· Cimbrische Oorlog
· Servilische Oorlogen (Eerste, Tweede, Derde)
· Bondgenotenoorlog
· Sulla's Burgeroorlogen (Eerste, Tweede)
· Mithridatische oorlogen (Eerste, Tweede, Derde)
· Gallische Oorlog
· Romeinse expedities naar Britannia
· Burgeroorlog tussen Pompeius en Caesar
· Einde van de Republiek (Slag bij Mutina, Burgeroorlog tegen Brutus en Cassius, Siciliaanse Opstand, Perusiaanse Oorlog, Burgeroorlog tussen Antonius en Octavianus)
Oorlogen van het Romeinse Keizerrijk
· Germaanse Oorlogen (Teutoburgerwoud, Marcomannenoorlog, Alemannische Oorlogen, Gotische Oorlog, Visigotische Oorlogen)
· Romeinse verovering van Britannia
· Boudicca
· Armenische Oorlog
· Vierkeizerjaar
· Joodse Oorlog
· Romeins-Parthische Oorlog
· Romeins-Perzische oorlogen
· Burgeroorlogen van de derde eeuw
. Gotische oorlog (376-382)
. Gotische opstand van Alarik I
. Gildonische opstand
. Gotische oorlog (402-403)
. Pictische oorlog van Stilicho
. Oorlog van Heraclianus
. Oorlog van Radegaisus
. Rijnoversteek
. Romeinse Burgeroorlog 427-429
· Val van het West-Romeinse Rijk